# 에치고미즈사와역
에치고미즈사와역(일본어: 越後水沢駅)은 일본 니가타현 도카마치시에 위치한 동일본 여객철도 이야마 선의 철도역이다. 단선 승강장 1면 1선의 구조를 갖춘 지상역이다.

## 역 주변
- 국도 제117호선

## 역사
- 1929년 9월 1일 : 개업.
- 1944년 6월 1일 : 국유화에 의해, 국철 이야마 선의 역이 됨.
- 1987년 4월 1일 : 일본국유철도 분할 민영화에 의해, 동일본 여객철도가 승계.
- 1998년 : 역사 개축.

## 인접 역
| 동일본 여객철도 이야마 선         | 동일본 여객철도 이야마 선 | 동일본 여객철도 이야마 선  |
| --------------------------------- | ------------------------- | -------------------------- |
| 에치고타자와 나가노 · 도요노 방면 | ■ 이야마 선               | 도이치 에치고카와구치 방면 |